# Nitramin

Általános képlete

Nitraminok azok a szerves vegyületek, amelyekben a nitrocsoport (−NO2) nitrogénatomon keresztül kapcsolódik a vegyület szénláncához.

## Felhasználás
Néhány növényvédő szer és számos robbanóanyag is ebbe a vegyületcsoportba tartozik (pl: hexogén, oktogén, CL-20, tetril, nitroguanidin stb.)